# Букаутал
Букаутал (њем. Buckautal) општина је у њемачкој савезној држави Бранденбург. Једно је од 38 општинских средишта округа Потсдам-Мителмарк. Према процјени из 2010. у општини је живјело 514 становника. Посједује регионалну шифру (AGS) 12069089.

## Географски и демографски подаци
Букаутал се налази у савезној држави Бранденбург у округу Потсдам-Мителмарк. Општина се налази на надморској висини од 70 метара. Површина општине износи 39,1 km². У самом мјесту је, према процјени из 2010. године, живјело 514 становника. Просјечна густина становништва износи 13 становника/km².